# Parijs-Brussel 1978
De 58e editie van de wielerwedstrijd Parijs-Brussel (vanaf 2013; Brussels Cycling Classic) werd gehouden op zondag 3 september 1978. De koers startte in de Franse plaats Maubeuge en finishte in de Belgische plaats Alsemberg. Jan Raas won de eindsprint van tien andere en werd de eerste Nederlandse winnaar van de wedstrijd Parijs-Brussel.

## Uitslag
| Plaats  | Naam                   | Ploeg                     | Tijd     |
| ------- | ---------------------- | ------------------------- | -------- |
| Winnaar | Jan Raas               | TI-Raleigh-Mac Gregor     | 5u00'00" |
| 2       | Gerrie Knetemann       | TI-Raleigh-Mac Gregor     | z.t.     |
| 3       | Jean-Luc Vandenbroucke | Peugeot-Esso-Michelin     | z.t.     |
| 4       | Jos Jacobs             | IJsboerke-Gios            | z.t.     |
| 5       | Herman Vanspringel     | Marc Zeepcentrale Superia | z.t.     |
| 6       | André Dierickx         | IJsboerke-Gios            | z.t.     |
| 7       | Géry Verlinden         | IJsboerke-Gios            | z.t.     |
| 8       | René Martens           | C&A                       | z.t.     |
| 9       | Dietrich Thurau        | IJsboerke-Gios            | z.t.     |
| 10      | Ludo Peeters           | IJsboerke-Gios            | z.t.     |

1893 · 
1894 - 1905 · 
1906 · 
1907 · 
1908 · 
1909 · 
1910 · 
1911 · 
1912 · 
1913 · 
1914 · 
1915 · 
1916 · 
1917 · 
1918 · 
1919 · 
1920 · 
1921 · 
1922 · 
1923 · 
1924 · 
1925 · 
1926 · 
1927 · 
1928 · 
1929 · 
1930 · 
1931 · 
1932 · 
1933 · 
1934 · 
1935 · 
1936 · 
1937 · 
1938 · 
1939 · 
1940 - 1945 · 
1946 · 
1947 · 
1948 · 
1949 · 
1950 · 
1951 · 
1952 · 
1953 · 
1954 · 
1955 · 
1956 · 
1957 · 
1958 · 
1959 · 
1960 · 
1961 · 
1962 · 
1963 · 
1964 · 
1965 · 
1966 · 
1967 - 1972 · 
1973 · 
1974 · 
1975 · 
1976 · 
1977 · 
1978 · 
1979 · 
1980 · 
1981 · 
1982 · 
1983 · 
1984 · 
1985 · 
1986 · 
1987 · 
1988 · 
1989 · 
1990 · 
1991 · 
1992 · 
1993 · 
1994 · 
1995 · 
1996 · 
1997 · 
1998 · 
1999 · 
2000 · 
2001 · 
2002 · 
2003 · 
2004 · 
2005 · 
2006 · 
2007 · 
2008 · 
2009 · 
2010 · 
2011 ·
2012 · 
2013 ·
2014 ·
2015 ·
2016 ·
2017 ·
2018 ·
2019 ·
2020 · 
2021 · 
2022 · 
2023 · 
2024 · 
2025